# حيرام كينسمان إيفانز
حيرام كينسمان إيفانز هو محامي وقاضي وسياسي أمريكي، ولد في 17 مارس 1863، وتوفي في 9 يوليو 1941. نشط حزبياً في الحزب الجمهوري. وقد انتخب عضو مجلس نواب ولاية آيوا ‏ وانتخب عضو مجلس النواب الأمريكي ‏.